# Louis Mailloux (aviateur)
Ne doit pas être confondu avec Louis Mailloux (1855-1875), militant canadien.
Louis Mailloux, né le 13 mars 1897 à Brest (Finistère) et mort le 22 avril 1939 à Tours (Indre-et-Loire), était un militaire français, aviateur durant la Première Guerre mondiale et l’entre-deux-guerres. Il fut le navigateur de Jean Mermoz pour sa traversée de l'Atlantique sud en janvier 1933. Il trouve la mort en service aérien commandé au cours d’un vol d’entraînement de routine, six mois avant le début de la Seconde Guerre mondiale.